# Stephanie Haiber

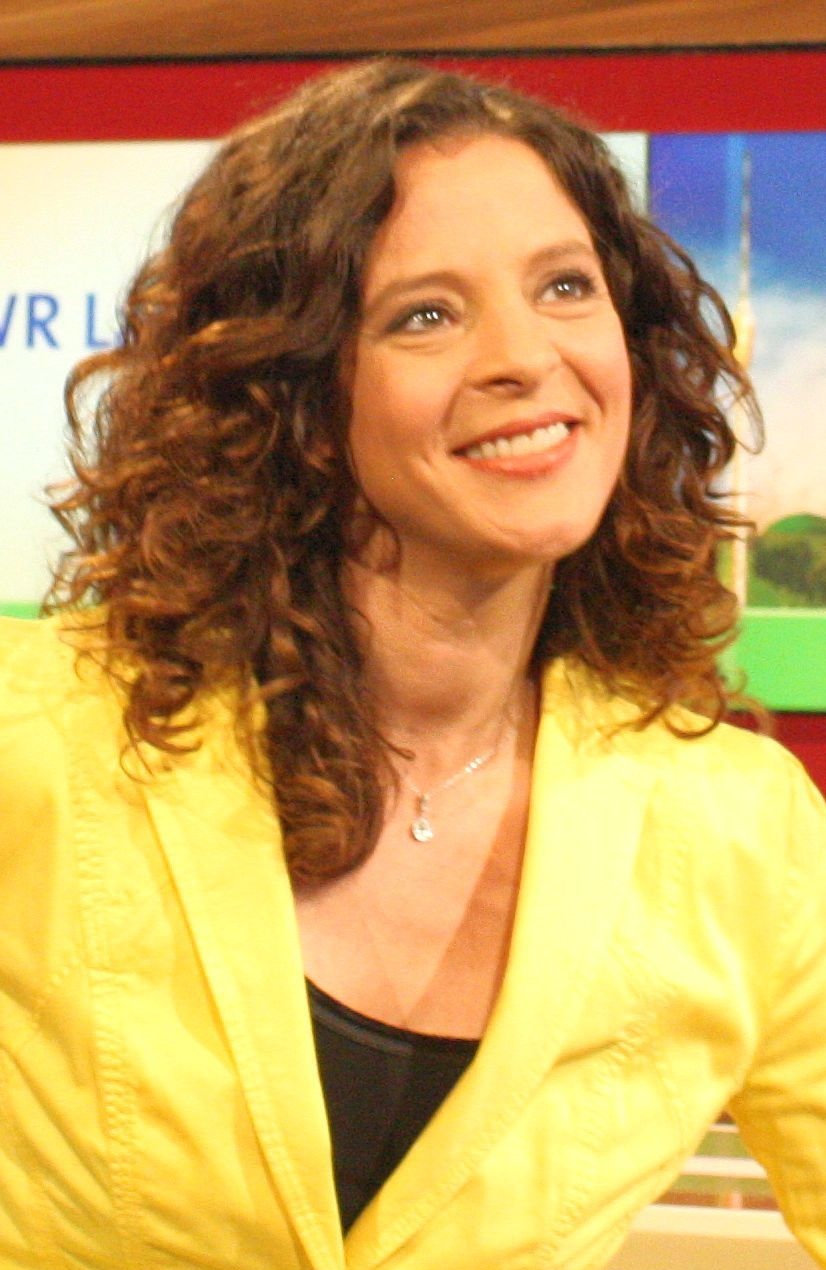
Stephanie Haiber im SWR-Landesschau-Studio (2014)

Stephanie „Steffi“ Haiber (* 16. Februar 1973 in Heilbronn) ist eine deutsche Fernsehmoderatorin.

## Hörfunk
Nach ihrem Abitur 1992 volontierte Stephanie Haiber bei der Heilbronner Stimme sowie bei Radio Regional (später Radio Ton) und arbeitete anschließend bei Radio Regenbogen (als Stephanie Köchel). Seit Januar 1999 war sie für SWR3 tätig. Haiber moderierte dort seither verschiedene Sendeschienen, zum Beispiel die Morningshow und die Nachtsendung Luna, die teilweise auch von anderen Anstalten der ARD übernommen wurde. In ihrer Zeit als Musikredakteurin interviewte sie Newcomer genauso wie Popgrößen, von Bon Jovi über Lionel Richie bis zu James Blunt. Am 19. August 2012 moderierte sie nach vierzehn Jahren ihre letzte Sendung bei SWR3.

## Fernsehen
Seit Juli 2012 moderiert sie die Hauptausgabe der Fernsehnachrichten SWR Aktuell Baden-Württemberg.
Im September 2013 war sie zusammen mit ihrem Kollegen Clemens Bratzler als Korrespondentin für die Bundestagswahl im SWR-Wahlstudio in Berlin. Bei der Landtagswahl 2016 moderierte sie ebenfalls mit Bratzler die Wahlsendungen Die Wahl bei uns und die sogenannte Elefantenrunde.

## Veranstaltungen
SWR3 veranstaltet regelmäßig Open-Air-Konzerte und Partys an verschiedenen Orten. Als DJ oder Moderatorin wirkte Stephanie Haiber dabei unter anderem im Juni 2002 beim fünften SWR-Rheinland-Pfalz Open Air in Mainz, dem SWR3-New Pop Festival 2002 in Baden-Baden und Rastatt, der SWR3-Halloween Party 2002 im Europa-Park Rust (Baden), der Arena of Sound im Juni 2003 in Stuttgart, der SWR3-Elch-Party im April 2006 im Europa-Park Rust sowie bei zahlreichen SWR3-Dance Nights im Sendegebiet mit.

## Veröffentlichungen
- Als Sprecherin: Michael Wirbitzky und Sascha Zeus: Kreuz und Quer – Australien: Mit Wirby und Zeus durch Australiens Outback. Audiobook, Geophon, Sinsheim 2009, ISBN 978-3-936247-63-3